# 셰크스나강
셰크스나강(러시아어: Шексна́)은 볼로그다주의 벨로제르스키, 키릴롭스키, 셰크스닌스키, 체레포베츠키 구역을 흐르는 강이다. 이 강은 볼가강의 좌안 지류이다. 길이는 139 킬로미터 (86 mi)이며, 유역 면적은 19,000 제곱킬로미터 (7,300 mi2)이다. 셰크스나강의 주요 지류는 시즈마강(좌안)과 코브자강(우안)이다.
막스 파스머의 어원 사전에 따르면, 이 강의 이름의 기원은 불분명하지만 "딱따구리" 또는 더 구체적으로 "얼룩 딱따구리"를 의미하는 핀어족 언어에서 유래했을 수 있다.
도시형 정착지인 셰크스나와 셰크스닌스키구는 이 강에서 이름을 따왔다.
셰크스나강의 발원지는 벨로예호의 남동쪽 끝이다. 강은 남쪽으로 흐르다가 동쪽으로 꺾인다. 이 강은 체레포베츠시 근처에서 볼가강의 리빈스크 저수지 북부와 합류한다. 체레포베츠와 셰크스나의 도시형 정착지는 셰크스나강에 위치한다.
현재 강 코스의 대부분은 셰크스나에 건설된 댐으로 셰크스나 저수지로 조성되었다. 이전에는 셰크스나강의 길이가 약 400 킬로미터 (250 mi)였으며, 강의 하구는 야로슬라블주의 리빈스크시에 위치했다. 체레포베츠와 리빈스크 사이의 강 부분은 1935년에서 1947년 사이에 리빈스크 저수지가 건설될 때 사라졌다. 현재 셰크스나강의 유일한 자연 구간은 셰크스나의 도시형 정착지와 체레포베츠시 사이에 위치한다.
셰크스나강의 유역은 볼로그다주 서부와 북서부의 광대한 지역을 포함하며, 비테고르스키, 바시킨스키, 키릴롭스키, 벨로제르스키, 셰크스닌스키, 체레포베츠키 구역의 일부와 아르한겔스크주의 카르고폴스키구의 작은 지역을 포함한다. 이 지역에는 키릴로프, 벨로제르스크와 같은 도시뿐만 아니라 초웁사라의 도시형 정착지와 바시킨스키구의 행정 중심지인 셀로인 리핀 보르가 포함된다.
셰크스나강은 볼가~발트해 수로의 일부이며 유람선과 화물 운송 모두에 사용된다. 볼가강과 세베르나야드비나강의 유역을 쿠벤스코예호를 통해 연결하는 세베르나야드비나 운하와 벨로예호를 우회하는 벨로제르스키 운하 모두 셰크스나강에 연결된다.